# Michel Goudchaux

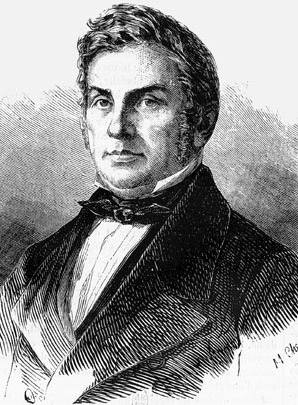
Michel Goudchaux

Michel Goudchaux (* 18. März 1797 in Nancy; † 27. Dezember 1862 in Paris) war ein französischer Journalist und Staatsmann.
Goudchoux war der Sohn eines jüdischen Kaufmanns. Als 1821 sein Vater starb, übernahm Goudchaux die Leitung der väterlichen Firma; ein bedeutendes Handelshaus in Nancy. Er engagierte sich politisch und wurde 1826 zum Abgeordneten gewählt, wo er zur Opposition zählte.
1830, nach der Julirevolution, wählte man Goudchaux in den Generalrat des Départements Seine. Als solcher übernahm Goudchaux später das Amt eines Kriegszahlmeisters in Straßburg, wurde allerdings 1834 dieser Stelle wieder enthoben, da er sich immer noch in vehementer Opposition zur amtierenden Regierung befand.
Später schrieb Goudchaux als Journalist für die Zeitung National. Nach der Februarrevolution des Jahres 1848 berief man Goudchaux zum Finanzminister der provisorischen Regierung, der er aber nur elf Tage angehörte, da er sich mit Louis Blancs Ansprüchen auf die Staatskasse bezüglich der Nationalwerkstätten nicht anfreunden konnte. Vom 28. Juni bis 25. Oktober desselben Jahres wirkte wieder als Finanzminister. Bis 1851 bekleidete er nochmals diese Stelle, nachdem Napoléon III. im Dezember 1848 Präsident geworden war.
Als Goudchaux 1857 in die Gesetzgebende Versammlung gewählt wurde, verweigerte er den Eid auf die Verfassung und trat sein Amt als Abgeordneter nicht an.
Dieser Artikel basiert auf einem gemeinfreien Text aus Meyers Konversations-Lexikon, 4. Auflage von 1888 bis 1890.
| Personendaten    | Personendaten                           |
| ---------------- | --------------------------------------- |
| NAME             | Goudchaux, Michel                       |
| KURZBESCHREIBUNG | französischer Journalist und Staatsmann |
| GEBURTSDATUM     | 18. März 1797                           |
| GEBURTSORT       | Nancy                                   |
| STERBEDATUM      | 27. Dezember 1862                       |
| STERBEORT        | Paris                                   |